# Crown Heights-Utica Avenue
Crown Heights-Utica Avenue è una stazione della metropolitana di New York situata sulla linea IRT Eastern Parkway. Nel 2019 è stata utilizzata da 7 933 008 passeggeri. È servita dalla linea 4 sempre e dalla linea 3 sempre tranne di notte. Durante le ore di punta fermano occasionalmente anche alcune corse delle linee 2 e 5.

## Storia
La stazione fu aperta il 23 agosto 1920.

## Strutture e impianti
La stazione è posta al di sotto di Eastern Parkway e si sviluppa su tre livelli: quello superiore ospita il mezzanino, mentre gli altri due ospitano entrambi una banchina a isola e due binari, uno per i treni locali e uno per quelli espressi. La banchina del livello centrale è servita dai treni in direzione Brooklyn, quella del livello inferiore dai treni in direzione Manhattan. Il mezzanino è dotato di due scale che conducono all'incrocio con Schenectady Avenue e quattro scale e un ascensore che portano a ovest dell'incrocio con Utica Avenue.

## Interscambi
La stazione è servita da alcune autolinee gestite da NYCT Bus.
- Fermata autobus